# Tekkeitsertok
Dans la mythologie inuit, Tekkeitsertok ou Tekkeitserktok est le dieu de la chasse et le patron des caribous, un des dieux de la chasse le plus important du panthéon. Tekkeitsertok est également le protecteur de toutes les créatures qui entrent dans n'importe quelle partie du ciel nordique. Il a le pouvoir d'apporter de l'aide aux créatures qui pénètrent dans sa propriété, ou de les bannir de la région.

## Dans la culture populaire
- Tekkeitserktok apparait sur une des cartes du jeu de cartes à collectionner Deus paru en 1996, il s'agit plus précisément de la carte 162 Tekkeitserktok dans la série des Eskimaux[2].